# MyWikiBiz
MyWikiBiz là một thư mục wiki cho phép mọi người và doanh nghiệp viết về chính họ. Thương hiệu này bắt đầu như một dịch vụ tạo các bài viết trên Wikipedia cho các công ty trả tiền.

## Lịch sử
Gregory Kohs và em gái của mình bắt đầu khởi sự MyWikiBiz vào tháng 7 năm 2006, với tư cách là một dịch vụ sửa đổi có trả phí, viết nội dung để đưa vào Wikipedia và các trang khác do cộng đồng biên tập. Kohs tính phí từ 49 đến 99 đô la Mỹ cho các bài viết.
Vào thời điểm đó, mặc dù người ta đã biết nhiều rằng Wikipedia được các tập đoàn và công ty quan hệ công chúng sử dụng, nhưng những đóng góp đó thường bị che giấu, chỉ mãi sau này mới được phát hiện. Đồng sáng lập Wikipedia là Jimmy Wales đã bày tỏ sự phản đối ý tưởng về một dịch vụ sửa đổi bài viết có trả phí.
Vài ngày sau khi MyWikiBiz ra mắt, tài khoản người dùng của trang này đã bị Wales khóa với lý do "thay mặt khách hàng sửa đổi bài viết có trả phí". Đó là một trong số ít những vụ ngăn chặn như vậy do chính Wales làm trong lịch sử Wikipedia. Wales coi vấn đề này là một trong những "xung đột lợi ích và sự hiện diện của hành động không phù hợp phát sinh từ việc các biên tập viên được những đối tượng trong các bài viết trả tiền để viết bài về họ". Ông và Kohs đã đạt được một thỏa thuận, theo đó Kohs có thể khởi tạo các bài viết "giống Wikipedia" trên trang của anh ta và sau đó chúng có thể được các biên tập viên Wikipedia "đánh bóng" thành Wikipedia. Thỏa thuận sớm được làm sáng tỏ và Kohs bị chặn không cho tham gia vào việc sửa đổi Wikipedia.
Trong cuốn sách có nhan đề The Future of the Internet – And How to Stop It (Tương lai của Internet – Và làm thế nào để ngăn chặn nó), Jonathan Zittrain cho biết Wales tin rằng MyWikiBiz từng "spam trên Wikipedia với các quảng cáo của công ty chứ không phải là các bài viết mang 'quan điểm trung lập'", nhưng MyWikiBiz cũng đã thuyết phục một số thành viên Wikipedia giảm bớt sự phản đối một bài viết chỉ vì nguồn dẫn của nó.
The Chronicle of Higher Education cho biết "thật khó để cảm thấy quá sức tệ hại đối với MyWikiBiz," và rằng "nếu bộ bách khoa toàn thư này nghiêm túc về việc đạt được sự chấp nhận từ giới học giả, chắc chắn nó có lợi ích nhất định trong việc ngăn cản các công ty trả tiền để cải thiện sự hiện diện của họ trên trang web."
Vào cuối tháng 10 năm 2006, Kohs đã hợp tác để quảng bá và tiếp thị một thư mục dựa trên wiki tại trang Centiare.com, rồi sau đó Kohs bèn chuyển nội dung của nó sang trang MyWikiBiz.com.